# カンポ・デ・フトボル・デ・バジェカス
カンポ・デ・フトボル・デ・バジェカス（Campo de Fútbol de Vallecas）は、スペイン・マドリードにあるサッカー専用スタジアム。ラージョ・バジェカーノがホームスタジアムとして使用している。

## 歴史
1976年に竣工したスタジアム。前身となったカンポ・デ・エル・ロディバルという名前のスタジアムでは、ラシン・サンタンデールが2年間だけ貸借したり、スペイン内戦によってホームスタジアムが破壊され、代替スタジアムを探していたアトレティコ・マドリードが使用するなどしていた。